# Coopersale
Coopersale est un village de l’Essex, en Angleterre. Il fait partie de la paroisse civile d'Epping.